# Tarnawa (Sainte-Croix)
Pour les articles homonymes, voir Tarnawa.
Tarnawa est une localité polonaise de la gmina de Sędziszów, située dans le powiat de Jędrzejów en voïvodie de Sainte-Croix.